# Molgula dione
Molgula dione är en sjöpungsart som först beskrevs av Savigny 1816.  Molgula dione ingår i släktet Molgula och familjen kulsjöpungar. Inga underarter finns listade i Catalogue of Life.